# فشم
فشم یکی از محله‌های منطقه رودبار قصران در استان تهران است که شهرداری اوشان فشم میگون و بخشداری رودبار قصران و برخی از ادارات اصلی این شهر و پاسگاه انتظامی در آن قرار دارد.
در لغتنامه دهخدا آمده‌است: فشم. [ف َ ش َ] (اِخ) قصبه‌ای است از دهستان رودبار قصران بخش افجهٔ شهرستان تهران، دارای ۱۴۹۷ تن سکنه. آب مشروب آن از جاجرود و محصول عمدهٔ آن غله، بنشن، ارزن، و میوه و قلمستان است. در تابستان در حدود ۴۰ خانوار برای هواخوری در این ده ساکن می‌شوند. از معادن اطراف فشم زغال سنگ استخراج می‌شود.